# 十试轻型轰炸机
十试轻型轰炸机，十試軽爆機（じゅうしけいばくき，罗马化：Jushi Keibakuki）是日本帝国海军设计的舰载轰炸机。也被称为十試艦上軽爆機 。原计划委托德国亨克尔公司设计开发，但未成形就取消了，实机并不存在。

## 背景
1934年（昭和9年），海軍航空本部计划研制一种能够展示当时战斗机高航速的单座或双座的高性能舰载轻型轰炸机  ， 1935年纳粹德国海军为了换取航母技术转让，开始与亨克尔公司就十試軽爆的设计和开发进行谈判。    在德国举行的计划讨论期间，日本海軍的佐波次郎駐独航空本部監督官、島本克美造兵少佐、日本帝国海军航空技术厂工程师山名正夫技师以及来自亨克尔公司的Heinrich Hertel技术部长和作为设计技师的Siegfried Günter兄弟也参与其中 。
然而，日方虽然定下了60万日元的预算，但在价格方面未能达成一致，1935年12月，德方建议提供He 118俯冲轰炸机作为备选方案，日方也接受了这一点，结果十試軽爆本身就消失了  ，留作技术参考 。
He 118 于1937 年（昭和12年）11 月 11 日作为海军进口飞机一架抵达日本，并计划由愛知時計電機航空機部（后来的爱知航空机）许可生产。最终没有被采用 。

## 机体
日本海军要求双座单翼机，最高时速约407公里（3000米高度时220节），巡航时间5小时（航速170节），爬升可6 分钟内到达 3,000 米的高度 。 1935 年10 月 8 日，亨克尔向日本海军提供了飞机的三视图和侧视图，但此时包括风冷发动机候选在内的各种设备尚未确定。没有 。
同时，还制定了大致的研制时间表，定于1937年7月1日完成整机交接 。

## 脚注
1. 1 2 3  『決定版 日本の空母搭載機』 66頁。
2. 1 2 3 4  『日本海軍の艦上機と水上機』 46頁。
3. ↑  「1930年代におけるドイツから日本への航空技術移転」 100・101頁。
4. ↑  「1930年代におけるドイツから日本への航空技術移転」 99 - 101頁。
5. 1 2 3 4  「1930年代におけるドイツから日本への航空技術移転」 101頁。

## 相关项目
- 九十九式舰载轰炸机